# Maria (Fiedina)
Maria, imię świeckie: Maria Zacharowna Fiedina (ur. ok. 1870 w guberni tambowskiej – zm. 26 sierpnia 1931 w Bolszym Czieriewatowie) – święta mniszka prawosławna. 
W wieku trzynastu lat straciła rodziców. Przypadkowo trafiła do Sarowa razem z innymi pielgrzymami i od tej pory włóczyła się między Sarowem, Diwiejewem i Ardatowem. Chodziła boso i w podartej odzieży, często zaczepiała pielgrzymów udających się do klasztorów w Sarowie i Diwiejewie, wyliczając im ukryte grzechy. Zaczęła mówić o sobie jako o jurodiwej Marii Iwanownie, twierdząc, że wszyscy ludzie tacy jako ona wywodzą się od Jana Chrzciciela. Z czasem uznano ją za osobę szczególnie wybraną przez Boga. 
Maria uznała za swoją matkę duchowną mniszkę Paraskiewę (Paszę Sarowską) z monasteru w Diwiejewie, która zgodziła się, by kobieta zamieszkała w klasztorze. Maria nadal zachowywała się jednak w dziwny sposób i po śmierci swojej matki duchowej w 1915 została wyrzucona z klasztoru przez inne siostry. Na drodze miała spotkać chłopa, któremu zgodnie ze swoim zwyczajem wyliczyła ukrywane grzechy, nawiązując do wydarzeń z jego życia, których teoretycznie nie mogła znać. Mężczyzna przywiózł ją z powrotem do monasteru, a mniszki postanowiły pozwolić jej zostać we wspólnocie. Wkrótce Maria ciężko zachorowała, a wskutek reumatyzmu nie mogła już chodzić samodzielnie. 
Także po rewolucji październikowej mniszka Maria była szanowana jako osoba szczególnie wybrana przez Boga. W związku z tym w latach 20. władze radzieckie zażądały od przełożonej monasteru w Diwiejewie uniemożliwienia jej kontaktów z ludźmi świeckimi. Ihumenia zgodziła się przenieść mniszkę Marię w inne miejsce i pozwalała jedynie na pisanie do niej listów. Monaster ostatecznie został jednak zamknięty. Maria zapowiedziała wielu siostrom zsyłki i uwięzienie, twierdziła jednak, że klasztor nie zostanie zniszczony. Po likwidacji monasteru w 1931 została aresztowana, jednak nie postawiono jej zarzutów karnych. Została pochowana na cmentarzu we wsi Bolszoje Czieriewatowo. 
W 2004 została kanonizowana, a jej relikwie przeniesiono do cerkwi Kazańskiej Ikony Matki Bożej w kompleksie reaktywowanego monasteru w Diwiejewie. 